# Anell R/2004 S'1
R/2004 S'1, també conegut com a S/2004 1R, és la designació temporal d'un anell planetari recentment descobert al voltant del planeta Saturn. Està situat entre l'Anell A i l'anell F, en l'òrbita del satèl·lit Atles. El fi i dèbil anell, va ser descobert per la sonda Cassini-Huygens i es va anunciar el seu descobriment el 9 de setembre de 2004. El satèl·lit és una lluna pastor d'aquest anell.